# Isaac Toucey
Isaac Toucey (Newtown, 15 novembre 1792 – Hartford, 30 luglio 1869) è stato un politico e statistico statunitense.

## Biografia
Fu il ventitreesimo segretario della marina statunitense durante la presidenza di James Buchanan (15º presidente). Dopo aver terminato gli studi in legge iniziò a praticare nel 1822 divenne anche ventunesimo procuratore generale degli Stati Uniti d'America nel corso della presidenza di James Knox Polk. Dopo la morte il suo corpo venne sepolto al Cedar Hill Cemetery.

## Riconoscimenti
Il cacciatorpediniere USS Toucey (DD-282) venne chiamato così in suo onore.